# Bowery
Bowery, normalmente chamado de The Bowery, é uma rua e de uma pequena vizinhança ao sul de Manhattan.
As principais ruas que cruzam Bowery incluem Canal Street, Delancey Street, Houston Street e Bleecker Street.Uma estação de metrô chamada BMT Nassau Street Line (Linhas J e Z) está localizada na interseção da Bowery com a Delancey Street.

## Distrito Histórico
Em outubro de 2011, Bowery foi listado como um Distrito Histórico no registro de locais históricos do estado de Nova York e, por isso, automaticamente indicado para a lista do Registro Nacional de Lugares Históricos.
A organização comunitária de base chamada Aliança de Vizinhos do Bowery (BAN),em associação com a organização habitacional baseada na comunidade chamada Two Bridges Neighborhood Council liderou o esforço para a criação do bairro histórico. A designação significa que os proprietários terão incentivos financeiros para restaurar, ao invés de demolir edifícios antigos no Bowery.